# Preobrazba (novela)
Preobrazba (nemško Die Verwandlung) je novela pisatelja Franza Kafke, prvič objavljena leta 1915. Delo ima tipično novelsko zgradbo. Gre za krajšo prozno pripoved, dogajanje je zaokroženo okoli enega osrednjega dogodka, oseb je malo, konec pa je presenetljiv. Zgodbi lahko določimo dramski trikotnik.

## Kratka obnova
Glavna oseba v noveli je Gregor Samsa. Po poklicu je trgovski potnik, ki je vedno na poti, a premalo naredi. Močno je obremenjen z družino, ki se preživlja z njegovim zaslužkom, in šefom, ki se ga boji. Nekega jutra se zbudi iz nemirnega spanca ter ugotovi nekaj groznega. Čez noč se je preobrazil v mrčes. Čuti nožice, oklep, obli trebuh in prepričan je, da sanja. Spozna, da se je zares preobrazil v ogromen mrčes, ki zasega celotno posteljo. Svojega novega telesa ni vajen, zato se okorno premika. Domači tega ne morejo dojeti. Gregor v svoji stiski spozna, da se družini zdaj gnusi. Prisiljen se je umakniti, zato je dogajalni prostor skrčen na Gregorjevo sobo. Skozi majhno okno vidi nebo, ki je zmeraj pusto, sivo in oblačno. Družina, v kateri ni ljubezni, se ga sramuje in ga postopoma želi uničiti. Tak je zlasti oče, ki je v družini tiran. Po hujšem prepiru ga obmetava z jabolki, kar Gregorju kasneje povzroči hude bolečine. Mati ga sicer pomirja s svojim blagim glasom, je ljubeča, a ne zmore priti k njemu v sobo, ker se ji gnusi. Sestra je edina, ki mu prinaša hrano, toda sčasoma se tudi ona naveliča in ga vse redkeje obišče. Gregor tako ni zmožen več preživljati družine, zato začnejo oddajati sobe. Sestra bi se rada poročila, vendar se ne more zaradi izmečka v družini. Gregor spozna, da je vsem odveč in da je nezaželen. Njegova notranja stiska se povečuje. Pomisli na smrt, ki bi ga odrešila. Smrt postane rešitev za mater, očeta, sestro in tudi Gregorja. Postane mu jasno, da se je iz takega življenja najbolje umakniti. Konec novele je pretresljiv: Gregor umre tako, kot umrejo žuželke. V primerjavi z začetkom je Gregor zdaj samo še majhen mrčes, ki ga najde služkinja, ga pomete na smetišnico in ga odvrže ven. Lahko bi rekli, da je Gregor naredil samomor. Po njegovi smrti družina oživi. Po dolgem času se odpravijo na sprehod. Oče in mati vidita prihodnost v svoji hčeri. Zunanji dogajalni prostor se naenkrat razširi in namesto dežja posije sonce. Preteklost je pozabljena, bistvena je samo prihodnost.

## Glavne osebe

### Gregor Samsa
Gregor je glavna oseba v noveli. Je uradnik, ki se preživlja s potovanjem po državi ter trdno dela, da bi preživel družino. Po srcu je dober in skromen, saj svoji družini ne zameri krutega ravnanja z njim. Čez noč se preobrazi v mrčes, kar povzroči njegov propad. Na koncu novele ga notranja stiska in neurejeni družinski odnosi pripeljejo do smrti. 

### Greta Samsa
Greta je Gregorjeva sestra, ki je skrbela zanj po preobrazbi, čeprav se ji je gnusil. Igra violino, želi pa se vpisati na konservatorij. Po bratovi smrti se razživi, nikoli pa ne izve, da je Gregor varčeval denar za njen nadaljnji študij na konservatoriju.

### Gregorjev oče
Oče je do Gregorja zelo grob in najtežje sprejema sinovo preobrazbo. Preganja ga s palico in ga ne pusti iz sobe. Bil je celo tako grob, da je vanj po prepiru metal jabolka in ga hudo poškodoval. Jasno je, da se mu zdi Gregor popolnoma nekoristen, saj kot hrošč ne more več preživljati družine. Negativni lik očeta bi lahko opisali kot nekaj avtobiografskega, saj je tudi avtor sam imel skrhan odnos z očetom.

### Gregorjeva mati
Mati ima Gregorja rada, vendar pa se ga po preobrazbi sramuje in ga ne želi videti. Sčasoma se omehča in začne puščati priprta vrata sobe, da lahko Gregor sliši, kaj se pogovarjajo, in tako ostane del njihovega življenja.